# Fizikai mennyiség
Fizikai mennyiségnek nevezzük valamely jelenség, folyamat minőségileg megkülönböztethető, és mennyiségileg meghatározható tulajdonságát.
A jelenségek magyarázatához, a folyamatok leírásánál ilyen mennyiségek között keresünk mennyiségi összefüggéseket. A minőségi tulajdonságot a mértékegységgel, a mennyiségi tulajdonságot a mérőszámmal fejezzük ki. Mérésnek azt az eljárást nevezzük, ami során meghatározzuk, hogy az adott tulajdonság – azaz fizikai mennyiség – hányszor nagyobb a vele azonos nemű mértékegységnél.
A fizikai mennyiség ily módon matematikailag a mérőszám és a mértékegység skaláris szorzata.
Az SI (Mértékegységek nemzetközi rendszere) és az ISQ (Mennyiségek nemzetközi rendszere) közös formában az ISO és az IEC felügyelete alatt készül ISO IEC 80000, Quantities and Units cím alatt.

## Példa
F = 780 kN
ahol:
- F az erő jele (Force);
- 780 a mérőszám (számérték);
- k SI előtag (prefixum), a kilo rövidítése, azaz ezerszerese az alapmértékegységnek;
- N az erő SI-mértékegysége (Newton). SI alapmértékegységekben: {\displaystyle {\rm {\frac {kg\cdot m}{s^{2}}}}}, illetve hatványkitevő alkalmazásával: kg·m·s−2.

## Elnevezések és jelölések
A fizikai mennyiség
- jele dőlt betű;
- megnevezését szabvány írja elő (MSz 4900 Fizikai mennyiségek neve és jele);
- mérőszám, jelölése a kapcsos zárójel {};
- mértékegység, jelölése a szögletes zárójel [];
- a mértékegység jele, álló vékony szedésű betű (a Mérésügyről szóló törvény tartalmazza);
- előtagja (prefixuma) (a Mérésügyről szóló törvény tartalmazza);
- dimenziója, jelölése a dim rövidítés; jele ugyanaz az álló vékony betű, amellyel a fizikai mennyiséget jelöljük;

Minthogy hét fizikai alapmennyiség létezik, ezért csak hétféle dimenziót értelmezhetünk
A fizikai mennyiségek jele félkövér dőlt betű, ha vektormennyiség. Tenzormennyiségek jele álló félkövér betű
Tetszőleges "Q" fizikai mennyiség esetén: Q = {Q}·[Q]
Az erő példájával:
{F} = 780;
[F] = kN;
dim F = L M T−2;
A fentiek szerinti egyenletek írhatók fel:
- mennyiségegyenlet - fizikai mennyiségekből írjuk fel;
- egységegyenlet - csak a mértékegységeket tartalmazza;
- számértékegyenlet - csak a számértékeket tartalmazza;
- dimenzióegyenlet - csak a dimenziók jelét tartalmazza;

A számérték fenti módon történő jelölését ki kell egészíteni. A mértékegységre való utalás nélkül ez ugyanis értelmetlen. Egy korábbi szabvány (az MSz 244 hatályát vesztette) ezt a következőképpen jelölte:
{F} kN=780
A jelenlegi megoldás a következő. Rendezzük át a mennyiségegyenletet; például a lap tetején álló egyenletet; tört formába:
{\displaystyle {F \over \mathrm {k} \mathrm {N} }=780}
Jelentése: az erő értéke kilonewtonokban 780
Ebben a formában a zárójelezés teljesen el is hagyható. Ebben a formában ajánlott a grafikonok, diagramok koordinátatengelyeinek feliratozása is.

## Egyenletek alkalmazása
Példaképpen számítsuk a térerő értékét a Newton-féle gravitációs állandóból. A számítást a Föld tömegének és a sugarának számértékével végezzük 

### Mennyiségegyenlet
{\displaystyle g=\gamma {m \over r^{2}}={(6{,}67\cdot 10^{-11}}{{{\mbox{m}}^{3}} \over {\mbox{kg}}\cdot {\mbox{s}}^{2}})\cdot {{5{,}97\cdot 10^{24}\,\ {\mbox{kg}}} \over (6{,}37\cdot 10^{6}\,\ {\mbox{m}})^{2}}={9{,}80665\,\ {{\mbox{m}} \over {\mbox{s}}^{2}}}}

### Számértékegyenlet
{\displaystyle \left\{g\right\}={\frac {g}{\frac {\mbox{m}}{{\mbox{s}}^{2}}}}={\frac {\gamma }{\frac {{\mbox{m}}^{3}}{{\mbox{kg}}\cdot {\mbox{s}}^{2}}}}\cdot {\frac {\frac {m}{\mbox{kg}}}{({\frac {r}{\mbox{m}}})^{2}}}=6{,}67428\cdot 10^{-11}\cdot {\frac {5{,}97\cdot 10^{24}}{(6{,}37\cdot 10^{6})^{2}}}=9{,}80665}

### Egységegyenlet
{\displaystyle [g]={[\gamma ]\cdot {\frac {[m]}{[r]^{2}}}}={{{\mbox{m}}^{3} \over {\mbox{kg}}\cdot {\mbox{s}}^{2}}\cdot {{\mbox{kg}} \over {\mbox{m}}^{2}}}={{\mbox{m}} \over {\mbox{s}}^{2}}}
Nem a mértékegység jelét tesszük zárójelbe, hanem a fizikai mennyiség jelét

### Dimenzióegyenlet
{\displaystyle {\mbox{dim}}\,\ g={{\mbox{dim}}\,\ \gamma {{{\mbox{dim}}\,\ m} \over ({\mbox{dim}}\,\ r)^{2}}}={{\mbox{L}}^{3}{\mbox{M}}^{-1}{\mbox{T}}^{-2}}{{\mbox{M}} \over {\mbox{L}}^{2}}={{\mbox{L}}{\mbox{T}}^{-2}}}

## Alapmennyiségek és dimenziók

### Alapmennyiségek
| Név                        | Mennyiség jele | A dimenzió jele | SI-mértékegysége | a mértékegység jele |
| -------------------------- | -------------- | --------------- | ---------------- | ------------------- |
| hosszúság                  | l              | L               | méter            | m                   |
| idő                        | t              | T               | másodperc        | s                   |
| tömeg                      | m              | M               | kilogramm        | kg                  |
| elektromos áram            | I              | I               | amper            | A                   |
| termodinamikai hőmérséklet | T              | Θ               | kelvin           | K                   |
| anyagmennyiség             | n              | N               | mól              | mol                 |
| fényerősség                | Iv             | J               | kandela          | cd                  |

Megjegyzések. 
- A sec a szekáns szögfüggvény neve, ezért az idő mértékegységéül nem használható. A szekáns a koszinusz függvény reciproka.
- Az mp az idő mértékegységéül nem ajánlott; nemzetközileg értelemzavaró. Például Nagy-Britanniában azt jelenti: Member of Parliament; Az Amerikai Egyesült Államokban: en:Military Police (katonai rendészet).
- A mértékegység jele nem rövidítés. Ezért nem szabad pontot tenni utána, – kivétel: ha a mondat végére kerül.

### Egy dimenziójú mennyiségek
Vannak fizikai mennyiségek, amelyeknek a mértékegysége 1, és dimenziójuk is 1. Angolul: Unit One, illetve Dimensionless quantities. Ilyenek lehetnek például
- megszámlált mennyiségek (darabszám)
- viszonyszámok és mennyiségek (például a Reynolds-szám)
- függvénnyel definiált mennyiségek (pl. exponenciális, logaritmus, szögfüggvény)
  - a függvény argumentumában is csak 1 mértékegységű mennyiség szerepelhet
- átviteli tényezők (például a sebességváltó áttétele)
- relatív mennyiségek (például a relatív alakváltozás)
- A szintmennyiségeket logaritmikus formában fejezzük ki. Ilyen az Np (Napier) és a dB (decibel)

A tömegtört, térfogattört, móltört mértékegysége hivatalosan 1. Ha szorzó- vagy osztómennyiségeket kell használnunk, érdemes kiírni a mértékegységeket. Például g/kg, mg/kg, μg/kg. Illetve mol/kmol, mmol/mol, μmol/mol.

## Mennyiségek csoportosítása

### Intenzív és extenzív mennyiségek
Extenzívnek nevezzük a fizikai mennyiség nagyságával arányos, additív mennyiségeket: tömeg, térfogat, elektromos töltés, hőmennyiség stb.
Intenzívnek nevezzük a kiegyenlítődő mennyiségeket, amelyek függetlenek a rendszer kiterjedésétől: hőmérséklet, nyomás, elektromos feszültség stb.
Az extenzív mennyiségekből képezhető áram; áramsűrűség: tömegáram, térfogatáram, elektromos áram, hőáram stb. Értelemszerűen: tömegáram-sűrűség, térfogatáram-sűrűség, áramsűrűség, hőáramsűrűség stb.
A térnek azt a részét, ahol extenzív mennyiségek jelennek meg, forrásnak nevezzük. A hidrodinamikában a térfogatot nevezzük forrásnak; forráserősség a térfogatáram. A gravitációs térben a tömegek lehetnek források, a hőtanban ilyen a hőforrás. Az a hely, ahol az általunk vizsgált térből kilép az extenzív mennyiség, negatív forrásnak nevezzük. Az anyag- és energiamegmaradás tételéből következik, hogy ilyenkor nem a semmiből keletkezik valami, hanem átalakulás eredményeként jön létre. A villamos fűtőtest környezetébe hő lép be, de nem a semmiből, hanem a villamos energia alakult át hővé. Termodinamikai szempontból ez forrásos tér; forráserőssége a hőáram. A matematika elsősorban a pontszerű forrás terével foglalkozik, a legegyszerűbb forrásos tér gömbszerkezetű.
Az intenzív mennyiségek hajtóerőként működnek. Értékükből gradiens számítható: hőmérséklet gradiens, nyomásgradiens, elektromos térerősség stb. Gradienst számítani skaláris mennyiségekből lehet, az eredményül kapott mennyiség azonban már vektor. A hővezetés irányultságát például a hőmérséklet-különbség iránya határozza meg.

### Fajlagos mennyiségek
Az egységnyi tömegre számított mennyiségeket fajlagos (specifikus) mennyiségeknek nevezzük. Ilyen a fajlagos hőkapacitás, vagy az anyagi gázállandó. Kivételesen előfordul, hogy egységnyi térfogatra vonatkoztatjuk. Például a gázok fajlagos hőkapacitását egységnyi térfogatra szokás megadni.
Az egységnyi anyagmennyiségre számított mennyiségeket moláris mennyiségeknek nevezzük. Ilyen pl. a moláris hőkapacitás. Nem sorolható ide az egyetemes gázállandó, mert az a fizikai állandók közé tartozik.

### Sűrűség-jellegű mennyiségek
A mennyiségek a hely függvényében elfoglalt értékük szerint lehetnek
- vonalmenti (pl. vonal menti töltéssűrűség, C/m)
- területi, keresztmetszeti (pl. felületi tömegsűrűség, kg/m²)
- térfogati (pl. koncentráció)

### Áramló mennyiségek

#### áramok
Áramló mennyiségeket képezhetünk bármely extenzív mennyiség időderiváltja formájában. Ilyen a
- tömegáram; kg/s, az SI szerint kg·s-1
- térfogatáram; m³/s, pontosabban m3·s-1
- hőáram; J/s, tehát W
- fényáram (a fényenergia deriváltja)
- villamos áram (a Coulomb mértékegységből származtatják)
- anyagmennyiség-áram[2] (a mol/s mértékegység a katal, ezt csak orvosi használatra értelmezték)

A mol/s mértékegységű mennyiségeknek sokfajta változata létezik. A GoldBook nem az egész anyagáramra határozza meg, hanem komponensáramra. A BIPM csak az enzimek katalitikus reakciókra vonatkoztatja. Hasonló eltérést látunk a reakciósebesség esetében is, mert csak komponensre értelmezik (mértékegységként).

#### sebességek
intenzív mennyiségből is számítható időderivált; ezek sebesség jellegű mennyiségek, például
- hőmérséklet-változás sebessége (K/s, vagy °C/s)
- nyomásváltozás sebessége (Pa/s)

#### áramsűrűség,fluxus
Az áramsűrűséget az áramlási keresztmetszet értékéből számítjuk. Ezek többnyire diffúziós mennyiségek
- tömegáram-sűrűség, (kg/m²s)
- térfogatáram-sűrűség (m³/m²s, a hidrodinamikában ebből képezik az átlagsebességet)
- hőáramsűrűség (W/m²)
- elektromos áramsűrűség (A/m²)

#### Sugárzott mennyiségek
Az elektromágneses sugárzások áramlását nem áramlási keresztmetszetben vizsgálják, hanem a besugárzott térszög függvényében. Ezért az elnevezési konvenciók is eltérnek. A látható fénynél például a fenti rendszerezés így változik:
- fényenergia; mértékegysége: lumen-szekundum
- fényáram; mértékegysége: lumen
- megvilágítás; mértékegysége: lumen/négyzetméter

Az eltérést jól mutatja, hogy a fényáram angol neve a fluxus szót tartalmazza: luminous flux. Így tehát a megvilágítást kell áramsűrűségként értelmeznünk.
(Az elektromágneses mezőt a Poynting vektorral írják le helyesen.)

## Könyvek, szabványok
- Csengeri Pintér, Péter. Mennyiségek, Mértékegységek. Budapest: Műszaki Könyvkiadó (1997). ISBN 963-10-7099-9

- Általános műszaki ismeretek szabványai I-II.. Budapest: Szabványkiadó (1978). ISBN 963-402-141-7

- MSz 4900 Fizikai mennyiségek neve és jele. Magyar Szabványügyi Testület (1979)

- MSz 16351 Képletek, egyenletek szedése. Magyar Szabványügyi Testület (1981)

- MSz 244 Fizikai és műszaki egyenletek írásmódja. Magyar Szabványügyi Hivatal (1971) helyettesítés nélkül visszavonva

- ISO 31-0 Quantities and units. General princilpes. ISO (1992) Ez a szabványsorozat képezi az alapját a magyar MSz 4900-nak

- ISO/FDIS 80000-1 Quantities and Units. General. ISO Érvényesítés folyamatban 2007 óta, lásd: ISO 80000, például: MSz EN ISO 80000-8:2007 Akusztika